# 琪蒂亞·吉帕迪
琪蒂亞·吉帕迪 （羅馬化：Kittiya Jitpakdee，1999年10月29日—），小名Baihmon，2016年泰國超模大賽冠軍。現為泰國第8電視臺旗下女演員及模特兒。代表作有《怨恨情歌》。

## 個人簡歷

### 早期生活
Baihmon於1999年10月29日出生於泰國曼谷的曼坤天縣。高中畢業於曼谷巴吞他尼府的巴吞他尼玫瑰园中学，目前於博仁大學的傳播藝術學院攻讀學士學位。

### 演藝經歷
2016年，Baihmon贏得泰國超模大賽（Thai Model Contest）的冠軍後，正式進入演藝圈。她於2018年與泰國第7電視台簽約，成為旗下藝人。隔年（2019年），主演首部電視劇《見習死神》，並在之後成為新一代演員而為人所知。

### 感情生活
男友為同為演員的查倫蓬·提坎蓬提拉旺（Jack），兩人於2023年開始交往。
2023年10月29日，Jack於日本旅遊時向Baihmon求婚成功，當天也是Baihmon的24歲生日。
2023年12月31日，Jack於Instagram宣布Baihmon懷孕喜訊。
2024年2月14日，兩人舉辦婚宴，並公開腹中胎兒為兒子。
2024年7月28日，於曼谷三美泰詩納卡林醫院順利產下兒子「Kaki」。

## 影視作品

### 電視劇
| 首播年份 | 戲名             | 戲名   | 播放平台 | 角色               | 備註 |
| 首播年份 | 譯名             | 原文名 | 播放平台 | 角色               | 備註 |
| 2019年   | 《見習死神》     |        | Ch7HD    | Raweewan （Wan）   | 主演 |
| 2019年   | 《反叛之心》     |        | Ch7HD    | Bua                | 配角 |
| 2020年   | 《少年浪子》     |        | Ch7HD    | Preaw              | 配角 |
| 2021年   | 《牧場邂逅愛》   |        | Ch7HD    | Dokkhae （Claire） | 配角 |
| 2021年   | 《檀香味的迷戀》 |        | Ch7HD    | Jaeng              | 配角 |
| 2023年   | 《怨恨情歌》     |        | Thai Ch8 | Saengphrao         | 配角 |

## 獎項
| 年份   | 頒獎典禮                                  | 獎項       | 入圍作品     | 結果 | 來源 |
| 2016年 | 泰國超模大賽 （Thai Super Model Contest） | 后冠       | 不適用       | 獲獎 |      |
| 2023年 | 4th Thailand Master Youth                 | 新星女演員 | 《怨恨情歌》 | 獲獎 |      |

## 外部連結
- 琪蒂亞·吉帕迪的Instagram帳戶（泰文）

| 奖项与成就                        | 奖项与成就          | 奖项与成就                        |
| --------------------------------- | ------------------- | --------------------------------- |
| 前任者： 帕潘妲·克林蘇曼 （Noey） | 泰國超模大賽 2016年 | 繼任者： 葛薩拉·瓦塔娜善 （Fern） |